# Spanyolviasz

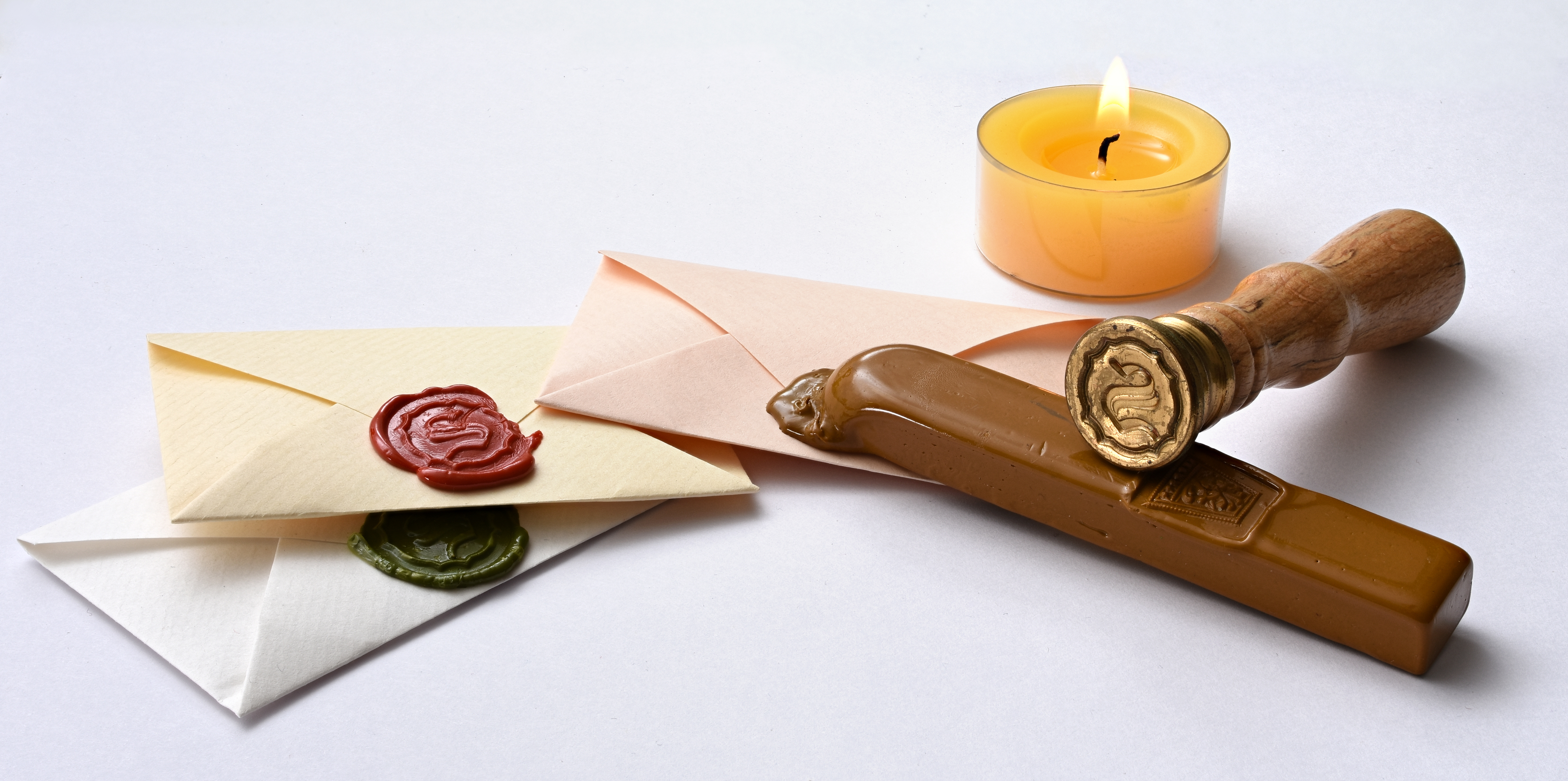
A spanyolviaszt levelek lezárására is alkalmazták

A spanyolviasz (vagy pecsétviasz) az olasz cera di Spagna (’spanyolországi viasz’) tükörfordítása. A spanyol viasz már a középkorban is jobb minőségű volt, mint a többi, mert több cinóbert tartalmazott, ami vörösebbre festette, valamint sellakot, ami fényesebbé, ellenállóbbá tette.

## Története
A spanyolviaszt a 16. századtól használták dokumentumok pecsételésére, hitelesítésére. Ismert volt még a raguzai, a montenegrói, a bizánci, a bolgár, a lengyel és a rigai viasz.
A viaszból készült pecsétek (latinul signum, sigillum) anyaga eredetileg természetes méhviasz volt, amelyhez különböző adalékanyagokat (állati eredetű zsírok, kréta, gyanta, hamu) adtak a pecsét tartósságának növelésére, illetve a viasz színezésére. A méhviasz alkalmazását a 16. századtól szorította ki a pecsétviasz vagy spanyolviasz alkalmazása. Portugál kereskedők Kelet-Indiából hozták be Európába a sellak nevű természetes gyantát, amelyhez terpentint és színezőanyagokat, leggyakrabban piros színt adó cinóbert kevertek. A spanyolviasz fényesebb, ezért dekoratívabb pecsétek készítését tette lehetővé, illetve a hitelesítő funkciót is jobban be tudta tölteni, mivel kevésbé rugalmas, mint a méhviasz, így kisebb manipulációra is eltörik, ugyanakkor kevésbé érzékeny hőre.
A napjainkban reprezentatív célra készített (pl. esküvői meghívóra elhelyezett) pecsétek ismét inkább méhviaszból készülnek, mivel hitelesítési funkciójuk nincsen, viszont a méhviasz rugalmassága miatt kevésbé hajlamosak a sérülésre.

## Készítése
A finomabb minőségű spanyolviaszt sellak, velencei terpentin, cinóber és kevés terpentinolaj összeolvasztásával állítják elő. Hogy ne csöpögjön túlságosan, bárium-szulfátot vagy krétát, kaolint kevernek hozzá. Illatosításához storaxot, perubalzsamot, illóolajokat használnak. A sellakot helyettesíthetik akaroidgyantával is.
A közönséges pecsétviaszt fenyőgyanta, velencei terpentin és kevés terpentinolaj összeolvasztásával készítik. Rendszerint krétát adnak hozzá, és angol vörössel, azaz vas-oxiddal színezik.

## Magyar szólások
- Feltalálta a spanyolviaszt: közismert dolgot saját felfedezésként, újdonságként hirdet.
- Nem találja fel a spanyolviaszt: nem várható tőle új, eredeti ötlet, gondolat, nincs rá különösebb képessége.
- Úgy tesz, mintha ő találta volna fel a spanyolviaszt: magát mindenkinél különbnek tartja.[5]

## Egyéb jelentések
A pecsétviaszgomba Magyarországon is elterjedt, a kelet-ázsiai gyógyászatban széles körben alkalmazott kalapos gombafaj, nevét a felszínét fedő sárgás, majd vöröses, sötétedő viaszrétegről kapta. 
A Spanyolviasz-barlang a Visegrádi-hegység egyik andezitagglomerátum barlangja.